# Глизе 1
Гли́зе 1 (HD 225213) — звезда в созвездии Скульптор на расстоянии приблизительно 15,8 световых лет от Солнечной системы. Одна из ближайших к нам звёзд.

## Характеристики
Глизе 1 — тусклая звезда с видимой звёздной величиной +8,54m, не наблюдаемая невооружённым глазом. Это относительно холодный красный карлик спектрального класса M2V или M3V. Светимость слабее солнечной в 161 раз, температура поверхности составляет около 3325 К. Радиус Глизе 1 в 4 с лишним раза меньше солнечного радиуса. Звезда имеет массу, равную 48% массы Солнца. Глизе 1 является переменной звездой, относящейся к типу вспыхивающих звёзд. В каталоге переменных звёзд она имеет обозначение NSV 15017. 
Звезда отличается высоким собственным движением. На момент её открытия (Бенджамин Гулд, 1885 год) она находилась к западу от нулевого меридиана небесной сферы, имея прямое восхождение, близкое к 24 часам. На момент её внесения в Каталог ближайших звёзд Вильгельма Глизе, опубликованный в 1957 году, она уже пересекла нулевой меридиан и имела прямое восхождение чуть больше нуля, поэтому получила в каталоге, рассортированном по прямым восхождениям объектов, первый номер.